# ادلاک
ادلاک (به آلمانی: Eddelak) یک شهر در آلمان است که در دیمارشن واقع شده‌است. ادلاک ۱٬۴۵۳ نفر جمعیت دارد.